# NGC 1533
NGC 1533 ist eine linsenförmige Galaxie mit aktivem Galaxienkern vom Hubble-Typ SB0 im Sternbild Dorado am Südsternhimmel. Sie ist schätzungsweise 28 Millionen Lichtjahre von der Milchstraße entfernt und hat einen Durchmesser von etwa 25.000 Lichtjahren. Die Entfernungsmessungen basierend auf den Radialgeschwindigkeiten stimmen nicht mit den rotverschiebungsunabhängigen Entfernungsschätzungen von 66 ± 14 Millionen Lichtjahren überein.
Im selben Himmelsareal befinden sich u. a. die Galaxien NGC 1536, IC 2032, IC 2038, IC 2039.
Das Objekt wurde am 5. Dezember 1834 von John Herschel entdeckt.